# MC Fixx it
 (août 2024).
Si vous disposez d'ouvrages ou d'articles de référence ou si vous connaissez des sites web de qualité traitant du thème abordé ici, merci de compléter l'article en donnant les références utiles à sa vérifiabilité et en les liant à la section « Notes et références ».
MC Fixx It (Ricardo Overman) était l'un des rappeurs les plus connus de l'histoire de l'Eurodance, notamment au tout début des années 1990, où il fut le premier membre du projet "Twenty-4-Seven" produit par Ruud Van Rijen. Il s'associe alors avec son producteur et se lance aussi dans la production en sortant ce  maxi-single I Can't Stand It, réédité quelques mois plus tard par l'intermédiaire d'une autre icône de l'eurodance, Captain Hollywood, qui lui avait cédé sa place. Le succès du titre se fit seulement sentir en 1991.
Depuis, ce hollandais originaire du Surinam a aussi collaboré avec des producteurs italiens et a fait partie d'un autre projet, Anticappella, dont le nom avait une certaine particularité et parfois similaire avec le groupe à succès du producteur Gianfranco Bortolotti aussi bien connu pour les singles dont Move Your Body, sorti en 1994 qui avait reçu un très bon accueil en Europe  mais dont la suite fut plutôt éphémère.[pas clair] En 1996 le rappeur sort son single solo Set Me On Fire et malgré l'extinction de l'Eurodance à la fin des années 1990, M.C Fixx It ne songe plus à produire de nouvelles chansons et disparait totalement de l'actualité musicale.

## Discographie de MC Fixx It
Singles :
- 1989 - I Can't Stand It (Twenty-4-Seven)
- 1990 - Let's Move
- 1990 - Rock The Discotex / Groove With Me
- 1991 - You Can Love It / Bring It Back
- 1994 - Move Your Body (Anticappella)
- 1996 - Set Me On Fire